# Resolució 1136 del Consell de Seguretat de les Nacions Unides
La Resolució 1136 del Consell de Seguretat de les Nacions Unides fou adoptada per unanimitat el 6 de novembre de 1997. Després de recordar la Resolució 1125 (1997) sobre la situació a la República Centreafricana, el Consell va autoritzar la continuació de la Missió Interafricana per Supervisar l'Execució dels Acords de Bangui (MISAB) al país durant tres mesos més.
La missió de supervisió dels països africans del MISAB va ser elogiada pel Consell de Seguretat per les seves contribucions per estabilitzar la República Centreafricana. Va destacar la necessitat que totes les parts implementessin plenament els Acords de Bangui.
Segons Capítol VII de la Carta de les Nacions Unides, els països participants en la MISAB estaven autoritzats a garantir la seguretat i la llibertat de circulació del seu personal durant tres mesos més. Es va demanar al secretari general Kofi Annan que creés un fons en què els Estats membres podrien contribuir econòmicament al MISAB. En el termini de tres mesos també instruiria informes al Consell sobre l'aplicació de la resolució i les recomanacions actuals per a una major assistència internacional a la República Centreafricana.